# Wyomissing
Wyomissing è un comune (borough) degli Stati Uniti d'America, nella contea di Berks nello Stato della Pennsylvania.

## Società

### Evoluzione demografica
La composizione etnica vede una maggioranza di quella bianca (94,76%), seguita da quella asiatica (1,90%) dati del 2000.
| borough di Wyomissing Popolazione |        |
| 2000                              | 8.587  |
| 2010                              | 10.461 |